# Danzig (Band)
Danzig ist eine 1987 vom US-amerikanischen Musiker Glenn Danzig gegründete Rockband.

## Geschichte
Nach den Misfits, die 1977 ins Leben gerufen wurden, und Samhain – gegründet 1983 – startete Danzig 1987 unter eigenem Namen seine dritte Band, die auch seine erfolgreichste werden sollte und in der er auch heute noch als Sänger und Songwriter aktiv ist. Zur Urbesetzung zählten Bassist Eerie Von und John Christ an der Gitarre, mit denen Danzig bereits bei Samhain spielte. Am Schlagzeug saß der Hardcore-Drummer Chuck Biscuits (D.O.A., Black Flag, Circle Jerks). Auch das Logo mit dem gehörnten Schädel stammt von Samhain, die Schädelgrafik übernahm Glenn Danzig von einem Titelbild der Marvel-Comicserie The Saga of Crystar, das von Michael Golden gezeichnet wurde.
Produzent Rick Rubin, der ursprünglich eine Hardrock-Supergroup zusammenstellen wollte, hatte im Juli 1986 ein Samhain-Konzert gesehen und Kontakt mit Glenn Danzig aufgenommen. Danzig wollte jedoch nicht ohne Eerie Von arbeiten und bestand darauf, diesen in der Band zu haben. Eine erste Veröffentlichung der Band erschien auf dem Soundtrack Less Than Zero von Rubin, dazu zählte auch ein Cover von Roy Orbison. Mit Rubins Label Def American, später American Recordings, unterzeichnete Danzig 1987 einen Plattenvertrag. Im folgenden Jahr erschien das erste, selbstbetitelte Album, das auch von Rubin produziert wurde.
Nach Touraktivitäten, u. a. mit Metallica, folgte 1990 Danzig II: Lucifuge, erneut mit Rubins Produktion, das ob seines charakteristischen Stils, wie etwa des prägnanten Gesangs, zunehmende Beachtung fand. Die zugehörigen Videos, z. B. Her Black Wings, wurden im rockfreundlicheren Musikfernsehen wie der MTV-Sendung Headbangers Ball gespielt.
1992 brachten Danzig mit Danzig III: How the Gods Kill das Album mit den bis dato höchsten Chartnotierungen heraus, das erstmals von Glenn Danzig co-produziert wurde. Es wies ein Giger-Cover auf und mit Dirty Black Summer und How the Gods Kill erneut erfolgreiche Videoveröffentlichungen. Wegen einiger umstrittener Interviewäußerungen Glenn Danzigs wurde die Band in diesem Jahr von einem Festival in Italien gestrichen. Beim Rock am Ring 1993 stand die Band ebenfalls kurz vor dem Rauswurf, da Danzig sich mit Mitgliedern der Band Def Leppard anlegte.
Größter Single-Erfolg war 1994 das Stück Mother des sechs Jahre zuvor erschienenen Debüts, das 1993 auf der EP Thrall/Demonsweat Live erschien. Der Song Mother wurde zunächst zum Radiohit bei rockfreundlicheren Stationen. Es wurde aus Live-Szenen ein Video dazu kreiert, das es wiederum auf MTV in die Rotation schaffte. Noch Jahre später wurde es in den Videospielen Grand Theft Auto: San Andreas sowie True Crime: New York City und Guitar Hero verwendet.
Im Oktober 1994 erschien Danzig 4, manchmal auch nach der genauen Aufschrift auf dem Cover als Danzig 4p bezeichnet. Es wurde von den Kritikern durchaus gelobt, auch wurde mit Cantspeak die zweiterfolgreichste Single der Band veröffentlicht, die allerdings die Billboard Hot 100 verfehlte. Nach einer erneuten Tour mit Metallica verließ Schlagzeuger Chuck Biscuits die Band und wurde durch Joey Castillo ersetzt.
In einer von Glenn Danzig völlig neu zusammengestellten Besetzung – nachdem Eerie Von und John Christ 1995 die Band verlassen hatten – wurde im Herbst 1996 das Album Blackacidevil eingespielt. Neben Castillo waren nun Bassist Josh Lazie und an der Gitarre Joseph Bishara und Mark Chaussee zu hören, für die Tour wurde erstmals Prong-Gitarrist Tommy Victor rekrutiert, der nach dem Aus seiner bisherigen Band neue Aktivitäten anstrebte. Am Album war bei drei Stücken auch Jerry Cantrell von Alice in Chains beteiligt. Das streckenweise von Industrial beeinflusste Album mit verzerrtem Gesang erzielte nicht den Erfolg seiner Vorgänger.
In den nächsten Jahren wechselten die Bandbesetzungen ständig, fast ausschließlich Danzig selbst blieb die Konstante. Das Album Danzig 6:66: Satan′s Child wurde 1999 mit Jeff Chambers an der Gitarre eingespielt, live war aber Ex-Agnostic-Front-Gitarrist Todd Schofield zu sehen.
Letzterer wirkte auch am 2002 folgenden Danzig 777: I Luciferi, das vermehrt an den früheren Stil der Band anknüpfte, mit. Als neuer Bassist war Howie Pyro tätig. Nach Touren mit den wieder aktiven Prong und Chimaira wechselte Danzig die Bandmitglieder zum wiederholten Male aus und griff wieder auf Tommy Victor an der Gitarre zurück, der im Anschluss an die Blackest-of-the-Black-Tour mit Meshuggah, Nile, Opeth und Superjoint Ritual das 2004 erschienene Album Circle of Snakes mit einspielte. 2005 war die Band mit Kataklysm und Trivium unterwegs.
Mit Johnny Kelly und Kenny Hickey waren seit 2006 zwei Type-O-Negative-Mitglieder auch bei Danzig tätig, Kelly tourte bereits seit 2002 gelegentlich mit der Band. Hickey wurde 2008 erneut durch Tommy Victor ersetzt, der somit nun zum dritten Mal in der Band spielt. 2010 erschien nach sechsjähriger Pause Deth Red Sabaoth.

## Stil
Der Sound der ersten vier Alben ist eine Mischung aus Hard-Rock-, Heavy-Metal- und Blueselementen. Zusammen mit den düsteren Texten und dem ausdrucksstarken Gesang verkörpert die Band eine sehr eigenständige Stilmischung. Ab 1996 erfolgte eine Ergänzung durch Industrial-Rock-Elemente, die jedoch spätestens auf dem Album Circle of Snakes wieder fallengelassen wurde – interessanterweise in dem Augenblick, als Prong-Sänger und -Gitarrist Tommy Victor, der solche Stilelemente ebenfalls jahrelang verwendet hatte, zum zweiten Mal vorübergehend die Gitarre übernahm.

## Rezeption
Danzigs Song Thirteen vom Album 6:66: Satan′s Child wird im Film Hangover bei der Fahrt nach Las Vegas eingespielt. Danzigs Song Black Hell wurde für den Soundtrack des Films Hangover 2 genutzt. Danzigs Song Mother wurde für den Abspann des Computerspiels Fear 3, als ein Lied auf dem Radiosender „Radio X“ beim Computerspiel Grand Theft Auto: San Andreas, im Film Hangover 3 sowie in Folge 3 der Serie Paper Girls verwendet.

## Diskografie

### Studioalben
| Jahr | Titel                         | Höchstplatzierung, Gesamtwochen, AuszeichnungChartplatzierungen (Jahr, Titel, Platzierungen, Wochen, Auszeichnungen, Anmerkungen) | Höchstplatzierung, Gesamtwochen, AuszeichnungChartplatzierungen (Jahr, Titel, Platzierungen, Wochen, Auszeichnungen, Anmerkungen) | Höchstplatzierung, Gesamtwochen, AuszeichnungChartplatzierungen (Jahr, Titel, Platzierungen, Wochen, Auszeichnungen, Anmerkungen) | Höchstplatzierung, Gesamtwochen, AuszeichnungChartplatzierungen (Jahr, Titel, Platzierungen, Wochen, Auszeichnungen, Anmerkungen) | Anmerkungen                             |
| Jahr | Titel                         | DE | AT | CH | US | Anmerkungen                             |
| ---- | ----------------------------- | --- | --- | --- | --- | --------------------------------------- |
| 1988 | Danzig                        | — | — | — | US125 Gold · (9 Wo.)US | Erstveröffentlichung: 30. August 1988   |
| 1990 | Danzig II: Lucifuge           | — | — | — | US74 (13 Wo.)US | Erstveröffentlichung: 26. Juni 1990     |
| 1992 | Danzig III: How the Gods Kill | DE20 (15 Wo.)DE | AT39 (1 Wo.)AT | CH29 (4 Wo.)CH | US24 (7 Wo.)US | Erstveröffentlichung: 14. Juli 1992     |
| 1994 | Danzig 4                      | DE39 (9 Wo.)DE | — | — | US29 (8 Wo.)US | Erstveröffentlichung: 4. Oktober 1994   |
| 1996 | Blackacidevil                 | — | — | — | US41 (3 Wo.)US | Erstveröffentlichung: 29. Oktober 1996  |
| 1999 | 6:66: Satan’s Child           | DE54 (2 Wo.)DE | — | — | US149 (1 Wo.)US | Erstveröffentlichung: 2. November 1999  |
| 2002 | I Luciferi                    | DE91 (1 Wo.)DE | — | — | US158 (1 Wo.)US | Erstveröffentlichung: 21. Mai 2002      |
| 2004 | Circle of Snakes              | — | — | — | US183 (1 Wo.)US | Erstveröffentlichung: 31. August 2004   |
| 2010 | Deth Red Sabaoth              | DE48 (2 Wo.)DE | AT75 (1 Wo.)AT | — | US35 (2 Wo.)US | Erstveröffentlichung: 22. Juni 2010     |
| 2015 | Skeletons                     | DE84 (1 Wo.)DE | — | — | US198 (1 Wo.)US | Erstveröffentlichung: 27. November 2015 |
| 2017 | Black Laden Crown             | DE35 (1 Wo.)DE | AT42 (1 Wo.)AT | CH97 (1 Wo.)CH | US97 (1 Wo.)US | Erstveröffentlichung: 26. Mai 2017      |
| 2020 | Danzig Sings Elvis            | — | — | — | US192 (1 Wo.)US | Erstveröffentlichung: 24. April 2020    |

### Livealben
- 2001: Live on the Black Hand Side

### Kompilationen
| Jahr | Titel                     | Höchstplatzierung, Gesamtwochen, AuszeichnungChartplatzierungen (Jahr, Titel, Platzierungen, Wochen, Auszeichnungen, Anmerkungen) | Höchstplatzierung, Gesamtwochen, AuszeichnungChartplatzierungen (Jahr, Titel, Platzierungen, Wochen, Auszeichnungen, Anmerkungen) | Anmerkungen                         |
| Jahr | Titel                     | DE | US | Anmerkungen                         |
| ---- | ------------------------- | --- | --- | ----------------------------------- |
| 2007 | The Lost Tracks of Danzig | DE78 (1 Wo.)DE | US164 (1 Wo.)US | Erstveröffentlichung: 10. Juli 2007 |

### EPs
| Jahr | Titel                 | Höchstplatzierung, Gesamtwochen, AuszeichnungChartsChartplatzierungen (Jahr, Titel, Platzierungen, Wochen, Auszeichnungen, Anmerkungen) | Anmerkungen                        |
| Jahr | Titel                 | US | Anmerkungen                        |
| ---- | --------------------- | --- | ---------------------------------- |
| 1993 | Thrall-Demonsweatlive | US54 (20 Wo.)US | Erstveröffentlichung: 25. Mai 1993 |

Weitere EPs
- 1996: Sacrifice

### Singles
| Jahr | Titel Album                      | Höchstplatzierung, Gesamtwochen, AuszeichnungChartplatzierungen (Jahr, Titel, Album, Platzierungen, Wochen, Auszeichnungen, Anmerkungen) | Höchstplatzierung, Gesamtwochen, AuszeichnungChartplatzierungen (Jahr, Titel, Album, Platzierungen, Wochen, Auszeichnungen, Anmerkungen) | Höchstplatzierung, Gesamtwochen, AuszeichnungChartplatzierungen (Jahr, Titel, Album, Platzierungen, Wochen, Auszeichnungen, Anmerkungen) | Anmerkungen                                                         |
| Jahr | Titel Album                      | DE | UK | US | Anmerkungen                                                         |
| ---- | -------------------------------- | --- | --- | --- | ------------------------------------------------------------------- |
| 1994 | Mother ’94 Thrall-Demonsweatlive | DE93 (2 Wo.)DE | UK62 (1 Wo.)UK | US43 (15 Wo.)US | Erstveröffentlichung: 1994 wurde 1993 als Mother ’93 veröffentlicht |

Weitere Singles
- 1988: Mother
- 1988: Am I Demon
- 1989: Twist of Cain
- 1989: She Rides
- 1990: Her Black Wings
- 1990: Killer Wolf
- 1990: Devil’s Plaything
- 1991: I’m the One
- 1992: Dirty Black Summer
- 1992: How the Gods Kill
- 1993: Bodies
- 1993: Sistinas
- 1993: It’s Coming Down
- 1994: Until You Call on the Dark
- 1994: Cantspeak
- 1994: Brand New God
- 1995: I Don’t Mind the Pain
- 1996: 7th House
- 1997: Serpentia
- 2000: Unspeakable
- 2002: Wicked Pussycat
- 2010: On a Wicked Night
- 2011: Ju Ju Bone
- 2015: Devil’s Angels
- 2017: Last Ride
- 2017: Devil on Hwy 9

### Videoalben
- 1990: Danzig (US: Gold)